# Enrica Malcovati
Enrica Malcovati (Pavia, 21 ottobre 1894 – Pavia, 4 gennaio 1990) è stata una latinista e filologa classica italiana.

## Biografia
Sorella del ginecologo Piero Malcovati, nacque da Angelo e Maria Lardera e compì tutti i suoi studi nella città natale, fino alla laurea in Lettere nel 1917, relatore il latinista Carlo Pascal, con la tesi I frammenti dell'attività letteraria di Augusto. Si dedicò quindi all'insegnamento nei licei. Nel 1940, grazie all'interessamento di Plinio Fraccaro, che in precedenza l'aveva voluta come caporedattrice della rivista da lui diretta, Athenaeum, ottenne la cattedra di Filologia latina all'Università degli Studi di Cagliari. A quel tempo aveva già pubblicato numerosi studi sulla latinità, nonché edizioni critiche di importanti opere. Lo scrittore latino cui rivolse maggiormente la sua attenzione è sicuramente Sallustio.
Dopo la fine del secondo conflitto mondiale Enrica Malcovati passò all'Università di Pavia, dove insegnò Letteratura latina. Nel 1954 divenne preside della Facoltà di Lettere dell'Università di Pavia e dal 1957 fu anche rettrice del Collegio Castiglioni. Nel 1969 andò in pensione e fu nominata docente emerito. 
In occasione dei suoi settant'anni, Enrica Malcovati ricevette una laurea ad honorem in filosofia dall'Università di Vienna. Nel 1977 fu ammessa nell'Accademia Nazionale dei Lincei.
Morì nel 1990, novantacinquenne, nella città natale, che le avrebbe in seguito dedicato una via. La sua raccolta libraria fu donata alla Biblioteca di Studi Umanistici dell'università di Pavia.

## Attività di ricerca
L'attività di ricerca della Malcovati si rivolse principalmente alla letteratura latina di età tardo repubblicana e imperiale, ma non trascurò il greco né questioni di lingua e fortuna del latino. Negli anni immediatamente successivi alla laurea produsse già tre importanti studi, vertenti sulla società e cultura romana ed effettuando incursioni filologiche su testi latini frammentari e poco noti. Nel 1921 pubblicò la sua prima edizione critica, i frammenti delle opere di Augusto per il Corpus Paravianum; essa avrebbe avuto ben quattro riedizioni (1928, 1948, 1962 e 1969) progressivamente ampliate grazie ai nuovi ritrovamenti. Fu, in effetti, sua abitudine tornare più volte su questioni già affrontate, migliorando progressivamente edizioni e commenti e approfondendo sempre più gli argomenti. Oltre ai frammenti di Augusto e alle Res Gestae (1936), si dedicò a Cornelio Nepote (1934), Floro (1938), Sallustio (1940 e 1941), Plinio il Giovane (1949), Cicerone (1965); ma soprattutto, produsse una fondamentale edizione critica dei frammenti degli oratori romani da Appio Claudio Cieco a Messalla Corvino (1940).
Si occupò costantemente non solo di testi, ma anche di contesti: approfondì l'argomento della cultura letteraria all'interno della Domus Augusta e soprattutto delle figure femminili e della donna nella letteratura e nella cultura in genere, dall'antichità all'Ottocento.

## Pubblicazioni principali

### Edizioni critiche o commentate
- Imperatoris Caesaris Augusti operum fragmenta, ed. Henrica M., Augustae Taurinorum 1921; 5ª ed. 1969 («Corpus scriptorum Latinorum Paravianum»).
- Cornelii Nepotis quae exstant, ed. Henrica M., Augustae Taurinorum 1934; 3ª ed. 1964 («Corpus scriptorum Latinorum Paravianum»).
- Res gestae divi Augusti, testo traduzione e commento a cura di E. M., Roma [1936]; 2ª ed. [1938].
- L. Annaei Flori quae exstant, Henrica M. recensuit, Romae 1938; 2ª ed. 1972 («Scriptores Graeci et Latini»).
- Oratorum Romanorum fragmenta, ed. Henrica M., Augustae Taurinorum 1940; 4ª ed. 1976 («Corpus scriptorum Latinorum Paravianum»).
- C. Sallustio Crispo, De Catilinae coniuratione, a cura di E. M., Torino 1940; 2ª ed. 1971 («Biblioteca scolastica di scrittori greci e latini»).
- C. Sallustio Crispo, Bellum Iugurthinum, a cura di E. M., Torino 1941; 2ª ed. 1971 («Biblioteca scolastica di scrittori greci e latini»).
- Licurgo, Orazione contro Leocrate, a c. di E. M., Torino 1947; 3ª ed. 1971.
  - Anche: Roma 1966 (ampliamento della 2ª ed.); Torino 1977 («Classici Greci e Latini»).
- Museo, Ero e Leandro, edizione critica e traduzione a c. di E. M., Milano 1947.
- Plinio il Giovane, Il panegirico di Traiano, testo critico, traduzione e commento a cura di E. M., Firenze 1949; 2ª ed. 1952 («Nuova collana di autori greci e latini tradotti in italiano con testo a fronte»).
- M. Tulli Ciceronis scripta quae manserunt omnia, IV: Brutus, recogn. Henrica M., Leipzig 1965; 2ª ed. 1970 («Bibliotheca scriptorum Graecorum et Romanorum Teubneriana»).

### Saggistica e antologie
- Antologia oraziana, Torino 1942.
- Cicerone e la poesia, Pavia 1943.
- Clodia, Fulvia, Marzia, Terenzia, Roma 1944.
- Donne ispiratrici di poeti nell’antica Roma, Roma 1945.
- Madame Dacier, Firenze 1952.
- Florilegio critico di filologia e storia, Como 1990